# Sint-Jozefkerk (Budel-Dorplein)
De Sint-Jozefkerk is de parochiekerk van de Nederlandse plaats Budel-Dorplein (provincie Noord-Brabant), gelegen aan het Kerkplein 201.

## Geschiedenis
Budel-Dorplein, vanaf 1892 gebouwd nabij de Budelse zinkfabriek, had aanvankelijk geen kerk en het volcontinu werkrooster maakte het voor de werknemers vaak onmogelijk om de voettocht naar de kerk in Budel of het Belgische Hamont te ondernemen. Daarom kwam er al in 1896 een kapel op het fabrieksterrein, in de retortenfabriek, nadat voordien de mis in een gang van het kantoor was opgedragen. De mis werd aangekondigd door de fabrieksfluit, wat een unicum genoemd mag worden.
In 1907 kwam er nog een kapel in het Hotel Sint-Joseph, voor de dorpelingen. Wel werd grondwerk verricht voor de bouw van een permanente kerk, maar de oorlogen en economische motieven zorgden voor decennialang uitstel. Op de plaats waar de kerk aanvankelijk zou komen had de SS in de bezettingsjaren een aantal verzetsstrijders vermoord, waarvoor in 1949 een monument werd opgericht. 
Pas in 1951 kwam er een kerk, op een andere plaats, en architect was N.H. Pontzen. Het bakstenen gebouw werd uitgevoerd in traditionalistische stijl, met elementen van de Bossche School. De ingangspartij wordt door twee zware vierkante torens met achtkante bovenbouw geflankeerd. Ook boven het koor bevindt zich een achtkante toren. De klokken kregen de namen 'Emile' en 'Lucien', naar de gebroeders Dor, oprichters van de zinkfabriek. De rector werd deels door de fabriek betaald, en pas in 1963 werd Budel-Dorplein een zelfstandige parochie. De fabriekskapel bestond nog tot 1966. In 1973 werd de fabriekshal waarin zich de kapel bevond gesloopt, om plaats te maken voor een elektrochemische zinkfabriek.
In 2014 werd de Sint-Jozefkerk onttrokken aan de eredienst.